# Tulio Febres-Cordero
Tulio Antonio Febres-Cordero y Troconis (Mérida, Venezuela; 31 de mayo de 1860-Ibidem, 3 de junio de 1938) fue un escritor, historiador, impresor, inventor, profesor universitario y periodista venezolano.

## Biografía

### Primeros años
Nació en 1860, hijo de Foción Febres-Cordero, rector de la Universidad de los Andes y Georgina Troconis, siendo el segundo de once hermanos.
Sus primeras enseñanzas las recibió de sus padres y de sus tíos Favio Febres-Cordero e Indalecia Almarza, pasando luego a la Escuela de Varones de Mérida. En 1871 ingresa a la Universidad de Los Andes para seguir los cursos de Latinidad y Filosofía, graduándose de bachiller siete años después. 
En 1875 elige seguir los estudios de Derecho en esa universidad, al tiempo que aprendía varios oficios y técnicas, como la zapatería, relojería, tipografía, encuadernación, caligrafía, dibujo y pintura. 
En la universidad inicia estudios de derecho, carrera que culmina en 1882, doctorándose 18 años después. Luego de esto comienza su labor como tipógrafo y periodista.
En 1883 contrae matrimonio con Teresa Carnevali Briceño, con quien tuvo seis hijos.

### Carrera literaria
En 1884 dirige los periódicos El interés de las familias y El Comercio. Al año siguiente, funda y dirige el periódico merideño El Lápiz, a los veinticinco años de edad. Dos años después, en 1887 maneja el periódico El Registro de Anuncios.
La Academia Nacional de la Historia lo nombra miembro en 1889.
En 1892 es nombrado profesor de Historia Universal en la Universidad de los Andes.
En 1895 obtuvo la Medalla de Oro en el Certamen literario de Coro.
En 1896 Dirige hasta esa fecha El Lápiz. 
En 1900 Acepta graduarse presionado por su antiguo profesorado. Recibe el doctorado con su tesis La legislación primitiva en América y dirigió el periódico El Centavo.
En 1902 escribió en el periódico El Billete y en 1906 Obtiene galardón en el Certamen del Centro Literario del Zulia por La hija del cacique. 
En 1908 obtuvo Medalla de Oro en el Certamen Literario del Salón de Lectura de San Cristóbal.
En 1912 fue nombrado miembro de la Academia Latina de ciencias, artes y bellas Letras de París y vicerrector interino de su alma mater en Mérida.

### Últimos años
En 1923 muere su esposa rama Guadalupe. Se retira de la docencia el año siguiente. La universidad lo nombró rector honorífico trece años después, en 1936 por decreto del presidente Eleazar López Conteras. 
En 1938 colabora hasta ese año en casi todos los periódicos merideños. Todavía escribe dos meses antes de su muerte. Fallece en Mérida el 3 de junio, la ciudad entera le dio la despedida. Tenía 78 años de edad.

## Obras
Su obra es polifacética por abarcar aspectos propios de la historia, la literatura, la antropología, el derecho, la educación y otras ramas del saber. Por lo tanto, no es raro que su escritura se exprese en distintos géneros: crónica, ensayo, cuento, novela y poesía.
Asimismo, su heterogénea producción intelectual se caracteriza por abordar conjuntamente los hechos de la historia formal (conquista, fundaciones, revoluciones, guerras, etc.) con los de la historia cotidiana (costumbres, creencias, modos de vida, etc.). Fue notable su interés por dar a conocer las tradiciones, mitos y leyendas autóctonas de su región.
- Apoteosis de Colón (1898).
- El Derecho de Mérida a la costa sur del lago de Maracaibo (1904).
- Don Quijote en América, o sea La cuarta salida del ingenioso Hidalgo de la Mancha (1905).
- Tradiciones y leyendas (1911).
- Procedencia y lengua de los aborígenes (1921).

## Legado
En 1960 se publicó su obra completa en una edición conmemorativa en el centenario de su nacimiento.
La Biblioteca Nacional conserva su biblioteca personal en un recinto que honra su recuerdo en la ciudad de Mérida. 
La ciudad de Mérida tiene en su entrada cinco esculturas de cinco águilas en homenaje a su poema Las cinco águilas blancas.

## Condecoraciones
- Condecoración Gran Cruz del Pontifice León XII (1888).
- Medalla de Oro por el Premio en el Certamen Conmemorativo del Centenario General José Antonio Páez (1890).
- Cruz de Caballeros Beneméritos de Bologna (1900).
- Medalla de Oro de San Cristóbal (1900).
- Primer premio en el Certamen Literario del Zulia (1909).
- Condecoración de la Academia Latina de Ciencias, Artes y Bellas Letras de París (1915).
- Medalla del Busto del Libertador (1922).
- Rectorado honorífico de la Universidad de los Andes (1936).